# Omar Visintin
Omar Visintin (Merano, 22 de octubre de 1989) es un deportista italiano que compite en snowboard, especialista en la prueba de campo a través.
Participó en tres Juegos Olímpicos de Invierno, entre los años 2014 y 2022, obteniendo dos medallas en Pekín 2022, plata en la prueba por equipo mixto y bronce en la individual.
Ganó dos medallas en el Campeonato Mundial de Snowboard, en los años 2019 y 2023. Adicionalmente, consiguió una medalla de plata en los X Games de Invierno.

## Medallero internacional
| Juegos Olímpicos   | Juegos Olímpicos           | Juegos Olímpicos  | Juegos Olímpicos                |
| Año                | Lugar                      | Medalla           | Prueba                          |
| ------------------ | -------------------------- | ----------------- | ------------------------------- |
| 2022               | Pekín (China)              | Medalla de plata  | Campo a través por equipo mixto |
| 2022               | Pekín (China)              | Medalla de bronce | Campo a través                  |
| Campeonato Mundial |                            |                   |                                 |
| Año                | Lugar                      | Medalla           | Prueba                          |
| 2019               | Park City (Estados Unidos) | Medalla de plata  | Campo a través por equipo mixto |
| 2023               | Bakuriani (Georgia)        | Medalla de bronce | Campo a través                  |

| X Games de Invierno | X Games de Invierno    | X Games de Invierno | X Games de Invierno |
| Año                 | Lugar                  | Medalla             | Prueba              |
| ------------------- | ---------------------- | ------------------- | ------------------- |
| 2015                | Aspen (Estados Unidos) | Medalla de plata    | Campo a través      |